# 塔穆拉湖

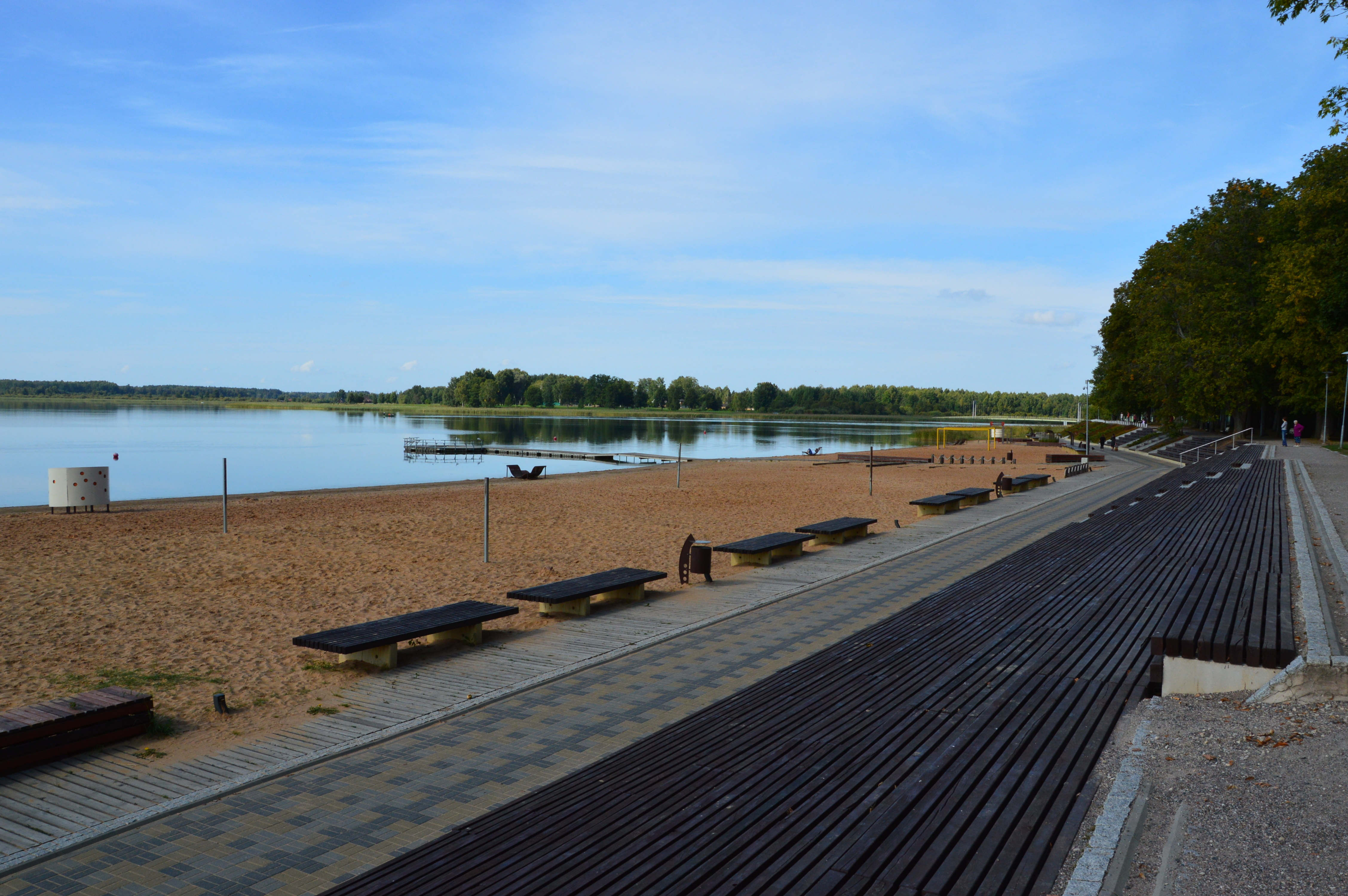

塔穆拉湖是愛沙尼亞的湖泊，位於沃魯東南面，海拔高度69.1米，面積2.31平方公里，平均水深4.2米，最大水深7.5米。2010年9月11日，該國推鉛球運動員Taavi Peetre在該湖垂釣時遇上意外溺斃。